# Vitaliy Zolotov
Vitaliy Zolotov (* 1980 in Dnipropetrowsk, Ukrainische SSR) ist ein ukrainischer Jazzgitarrist.

## Leben und Wirken
Zolotov studierte ab 2003 an der Musikhochschule Köln.
Zolotov arbeitete u. a. mit Dee Dee Bridgewater, Sara Gazarek, Frank Haunschild, Maxime Bender und Donny McCaslin. Er ist Mitglied des Trios East Drive mit Philipp Bardenberg und Bodek Janke, das bisher vier Alben veröffentlichte. 2008 war er der Gewinner des Publikumspreises für Gitarristen beim 42. Montreux Jazz Festival.
2008 gründete er eigene Vitime Band (Alben Vitime Band 1,  2009 und Vitime Band 2, 2016) und spielt mit Musikern der deutschen Jazzszene wie Rainer Böhm, Joscha Oetz, Bodek Janke, Timofei Birukov, Fedor Ruskuc und Terrence Ngassa.
Im Bereich des Jazz wirkte er bei Aufnahmen von Oliver Lutz featuring Pablo Held, Triosence/Sara Gazarek (Where Time Stands Still) und von Bruno Böhmer Camacho mit.

## Diskographische Hinweise
- Vitaliy Zolotov Vitime Band (2009)
- Frank Haunschild & Vitaliy Zolotov Night Train (Acoustic Music 2012)
- Vitaliy Zolotov Vitime Band 2 (2014)
- East Drive Special Guest Vadim Neselovskyi Studio Konzert (Neuklang 2013)
- East Drive & Tamara Lukasheva Savka i Griska: A Journey to an Eastern European Childhood (Dreyer Gaido 2017)
- Gruppa Goldenberg 2020